# 上恩西纳斯
恩西纳斯德亚里瓦，是西班牙卡斯蒂利亚-莱昂萨拉曼卡省的一个市镇。 总面积9平方公里，总人口283人（2001年），人口密度31人/平方公里。